# Station Bielsko-Biała Komorowice
Station Bielsko-Biała Komorowice is een spoorwegstation in de Poolse plaats Bielsko-Biała.